# Kinderwetten van 1901
De Kinderwetten van 1901 zijn een onderdeel van de Nederlandse wetgeving.
De kinderwetten werden in 1901 aangenomen op voorstel van minister Pieter Cort van der Linden, van 1897 tot 1901 de minister van Justitie in het kabinet Pierson-Goeman Borgesius. Ze zijn een onderdeel van de in dat jaar aangenomen sociale wetgeving. De wetgeving, voorbereid door onder meer Hendrik Lodewijk Drucker en Jan Simon van der Aa, bevatte maatregelen om kinderen te beschermen en voegde nieuwe regels in het jeugdstrafrecht toe. Het was vanaf dat moment mogelijk om kinderen bij hun ouders weg te halen en een voogd het gezag over een kind te geven. De hiertoe in 1905 opgerichte voogdijraden groeiden later uit tot de Nederlandse Raad voor de Kinderbescherming.
De wetgeving kwam voort uit bezorgdheid over de vaak slechte omstandigheden waarin veel kinderen opgroeiden. Men zag een verband tussen de verwaarlozing in de thuissituatie en de groeiende jeugdcriminaliteit. Hulpinstanties waren vooral particuliere initiatieven met weinig machtsmiddelen: de ouders behielden altijd volledige zeggenschap over hun kinderen. De Maatschappij tot Nut van ‘t Algemeen stelde in 1896 een onderzoekscommissie in. Zij gaven het advies om de losse initiatieven samen te voegen, terwijl de overheid een sterkere preventieve rol op zich zou moeten nemen. De confessionele partijen waren aanvankelijk nog terughoudend, omdat zij bezwaren hadden tegen meer overheidsbemoeienis. Uiteindelijk wist Cort van der Linden de bezwaren weg te nemen en werden in 1901 de kinderwetten aangenomen.
Op 1 december 1905 traden de wetten in werking.
De wetgeving bestond uit drie delen:
- De burgerlijke kinderwet: hierin werd geregeld dat de vader niet meer een onbeperkte ouderlijke macht had (de moeder had sowieso geen juridische macht). Hij had zowel rechten als plichten tegenover zijn kinderen. De overheid kon de kinderen uit de ouderlijke macht zetten als de vader zich niet aan zijn plichten hield.
- De kinderstrafwet: straf kreeg nu een opvoedend karakter. De tuchtschool werd een nieuwe vorm van opvang voor jeugdige criminelen.
- De kinderbeginselenwet: deze wet regelde de organisatorische gevolgen van de nieuwe wetgeving.